# 武貞秀士
武貞 秀士（たけさだ ひでし、1949年2月13日 - ）は、日本の政治学者。拓殖大学大学院国際協力学研究科特任教授。専門は朝鮮半島の国際関係論。韓国・北朝鮮ウォッチャーであり、防衛研究所において36年間勤務した。NHK・日本テレビ・BSフジ等のニュース番組に出演し朝鮮半島情勢に関してコメントしている。

## 略歴
- 1949年（昭和24年） - 兵庫県神戸市に生まれる。
- 1972年（昭和47年） - 慶應義塾大学法学部を卒業[6]。
- 1977年（昭和52年） - 慶應義塾大学大学院博士課程退学。防衛庁防衛研修所（現・防衛研究所）防衛庁教官に採用。
- 1979年（昭和54年） - 延世大学校韓国語学堂卒業[7]。
- 1990年（平成2年） - 防衛庁防衛研究所第2研究部第3研究室長[6][8]。
- 1992年（平成4年） - 韓国・中央大学校客員教授[6]。
- 2011年（平成23年） - 防衛省防衛研究所総括研究官を最後に防衛教官を退官する。
- 2011年（平成23年） - 2013年（平成25年） - 延世大学校国際学部で日本人で初の専任教授を務める。
- 2013年（平成25年） - ソウル市の東北アジア国際戦略研究所の客員研究員を務める。
- 2014年（平成26年） - 拓殖大学海外事情研究所の客員教授を経て、拓殖大学大学院国際協力学研究科特任教授に就任[4][5]。

## 著作

### 単著
- 『防衛庁教官の北朝鮮深層分析』ベストセラーズ、1998年。ISBN 4-584-18334-1。
- 『恐るべき戦略家・金正日』PHP研究所、2001年。ISBN 4-569-61472-8。
- 『韓国はどれほど日本が嫌いか』PHP研究所、2013年。ISBN 978-4-569-81014-0。
- 『東アジア動乱　地政学が明かす日本の役割』角川oneテーマ21、2015年。ISBN 978-4-04-653429-3。
- 『なぜ韓国外交は日本に敗れたのか　激変する東アジアの国家勢力図』PHP研究所〈PHP新書 1043〉、2016年4月15日。ISBN 978-4-569-83035-3。

### 論説
- 武貞秀士 著「南北朝鮮関係の展開」、愛知大学国際問題研究所 編『21世紀における北東アジアの国際関係』東方書店、2006年3月。ISBN 4-497-20603-3。
- 武貞秀士「北朝鮮の核・ミサイル開発と朝鮮半島有事シナリオ」『岐路に立つ日本の安全　安全保障・危機管理政策の実際と展望』森本敏 監修、北星堂書店、2008年1月。ISBN 978-4-590-01236-0。 - 文献あり。
- 武貞秀士 述 著「北朝鮮核兵器開発の狙い」、防衛省防衛研究所 編『北朝鮮の核問題　平和と安定に向けて』防衛省防衛研究所〈安全保障国際シンポジウム報告書 平成19年度〉、2008年10月。ISBN 978-4-939034-50-3。 - 会期・開催地：2007年12月13日東京。
- 武貞秀士 述「北朝鮮動向と日本の安全」『激動する世界と日本の安全保障　第36回防衛セミナー講演集』隊友会〈防衛開眼 第36集「日本の安全と平和を考える」シリーズ〉、2010年3月。
- 武貞秀士 著「北朝鮮の軍事戦略をどう見るか」、防衛省防衛研究所 編『抑止と対話　哨戒艦事件後の朝鮮半島』防衛省防衛研究所〈安全保障国際シンポジウム 平成22年度〉、2011年。ISBN 978-4-939034-82-4。 - 会期・開催地：2010年12月2日東京。

### 共著
- 遠藤哲也、中根猛・武貞秀士 著「日本はなにをなすべきか」、澤田哲生 編著 編『グローバルセキュリティの再構築と危機管理』 1巻、東京工業大学原子炉工学研究所21世紀COEプログラム「世界の持続的発展を支える革新的原子力」事務局〈COE-INESブックレットシリーズ 1〉、2006年3月。ISBN 4-903054-04-7。 - 「1」のサブタイトル：NPT運用検討会議の意義と北朝鮮情勢。
- 黒田勝弘 共著『金正恩の北朝鮮　独裁の深層』KADOKAWA〈角川oneテーマ21 D-5〉、2013年12月12日。ISBN 978-4-04-653424-8。
- 武貞秀士 述 著「拉致問題は最後の落としどころまでまだきていない」、長野祐也 編著 編『日本が動く時　政界キーパーソンに聞く. part 15』ぎょうせい、2015年11月。ISBN 978-4-324-80081-2。